# Catherine Earnshaw
Catherine Earnshaw és un dels personatges protagonistes de la novel·la Cims Borrascosos escrita l’any 1847 per l'escriptora britànica Emily Brontë.
La Catherine (també anomenada Cathy), és la filla petita del matrimoni Earnshaw, els propietaris de la mansió ‘Cims Borrascosos'. És descrita com una noia bonica, apassionada, obstinada, egoista, amb una dominant actitud salvatge i una energia destacable. Ella i Heathcliff (un fill adoptat i rebutjat per gairebé tota la resta de la família) desenvolupen una relació d’amor i dependència esglaiadora que esdevé un dels arguments principals de la novel·la. Aquest vincle s'acaba dificultant per les decisions preses per la mateixa Catherine, qui opta per l'estabilitat i el compromís amb Edgar Linton (el fill dels veïns) i renuncia a la relació apassionada amb Heathcliff. Així i tot, el seu esperit roman a ‘Cims Borrascosos', perseguint al seu germà adoptat.

## Biografia

### Infància
Catherine Earnshaw és la filla petita dels propietaris de ‘Cims Borrascosos', una gran casa de camp del segle XVI situada al comtat de Yorkshire, al Regne Unit. Allà hi resideix la seva família des d’abans del seu naixement, motiu pel qual ella gairebé no coneix el món més enllà de les muntanyes que rodegen casa seva. Es tracta d’una mansió aïllada que només té una altra casa relativament a prop, la Granja dels Tords, pel que les relacions socials d’aquesta noia es redueixen al vincle que té amb l’Edgar i la Isabella Linton, els fills dels propietaris d’aquesta masia.
La Catherine, nascuda l’any 1965, i el seu germà Hindley, vuit anys més gran que ella, són dos nens consentits per la seva mare que es comporten de manera egoista i maleducada, un dels motius pels quals el seu pare els desdenya. Quan aquest fa un viatge a Liverpool, es troba un nen abandonat i orfe que decideix adoptar per oferir-li protecció, una decisió que en un principi desagrada profundament a la resta de la seva família. Més endavant, malgrat que Heathcliff manté una relació d’alta rivalitat amb Hindley, desenvolupa un vincle molt estret amb la Catherine degut a la seva mútua rebel·lia i al seu caràcter salvatge.

### Adolescència
Uns anys més tard, coincidint amb els primers anys de l’adolescència de la Catherine, la salut del sr. Earnshaw decau i Hindley se’n va a estudiar a l'exterior, pel que la relació amb el Heathcliff s'enforteix i troben més temps per passar junts. Conjuntament, dediquen el seu temps a explorar els erms de Yorkshire i demostren certa tendència a acabar en problemes, motiu pel qual el seu pare els renyava sovint, apel·lant al seu comportament rebel. Tot i així, pare i filla mantenen una bona relació i declaren estimar-se, fins que, una nit, la Catherine i el Heathcliff s'adormen al seu voltant i al despertar-se s'adonen que aquest roman immòbil, mort.

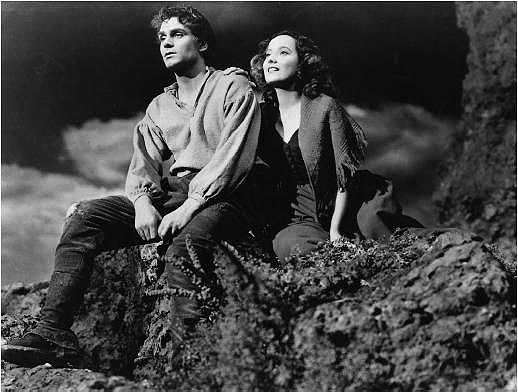
Catherine Earnshaw (Merle Oberon) i Heathcliff (Laurence Olivier)

Després de l'enterrament del senyor Earnshaw, Hindley esdevé el propietari de ‘Cims Borrascosos' i converteix a Heathcliff en un criat per manifestar-li el seu odi i tractar de limitar, amb l’ajuda de la seva dona (Frances Earnshaw), les seves interaccions amb la Catherine. Malgrat aquesta clara i rotunda decisió, la Catherine segueix trobant el temps i la manera d’estar amb el seu germà adoptat (que esdevé la seva ànima bessona) i mantenir la seva relació. Una nit, els dos es colen a la Granja dels Tords i espien als Linton, burlant-se dels dos fills de la família, l’Edgar i la Isabella. Al cap d’una estona, algú els veu i procuren escapar, però la Catherine és mossegada al taló pel gos guardià de la casa i per molt que ella suplica a Heathcliff que fugi sol, ell intenta salvar-la. Finalment, els Linton la troben ferida i la porten a dins de la casa perquè es recuperi. Allà acaba passant-hi els cinc mesos següents, que suposen un canvi important en la seva persona i en la seva relació amb Heathcliff. Durant aquestes setmanes, es comença a portar bé amb l’Edgar i la Isabella, mentres que la senyora Linton adopta el paper de cuidadora i li ensenya a ser una dona “adequada i noble”.
Passat aquest període, la Catherine retorna a Cims Borrascosos i reprèn la seva relació amb Heathcliff sense respectar les indicacions sobre el “comportament d’una dama” que ha rebut de casa dels Linton. Tot i així, sí que adopta una actitud diferent amb la resta de la família, fa servir un to més formal i manté una relació estreta amb els seus veïns, el que disgusta a Heathcliff, que de seguida se’n declara enemic.
Un vespre, coincidint amb el dia d’una gran discussió i després d’un rebuig agressiu a tots els membres de la família per part de la Catherine, l’Edgar i ella es comprometen. El dia següent, declara davant de la Nelly (la mestressa de la casa) no estar segura d’haver actuat correctament acceptant el compromís i confessa haver-se basat sobretot en la riquesa de Linton i en el seu anhel per tenir una vida luxosa. També afirma que tot i no poder-se casar amb Heathcliff encara l'estima, ja que són essencialment la mateixa persona.
Aquesta és una de les converses més importants de la novel·la perquè les seves conseqüències són determinants dins de la narració i perquè conté algunes frases que han esdevingut icòniques. Aquests efectes en la història consisteixen en la fugida immediata de Heathcliff després de sentir d’amagat les paraules de la Catherine i la seva desaparició durant els següents tres anys.

### Edat adulta

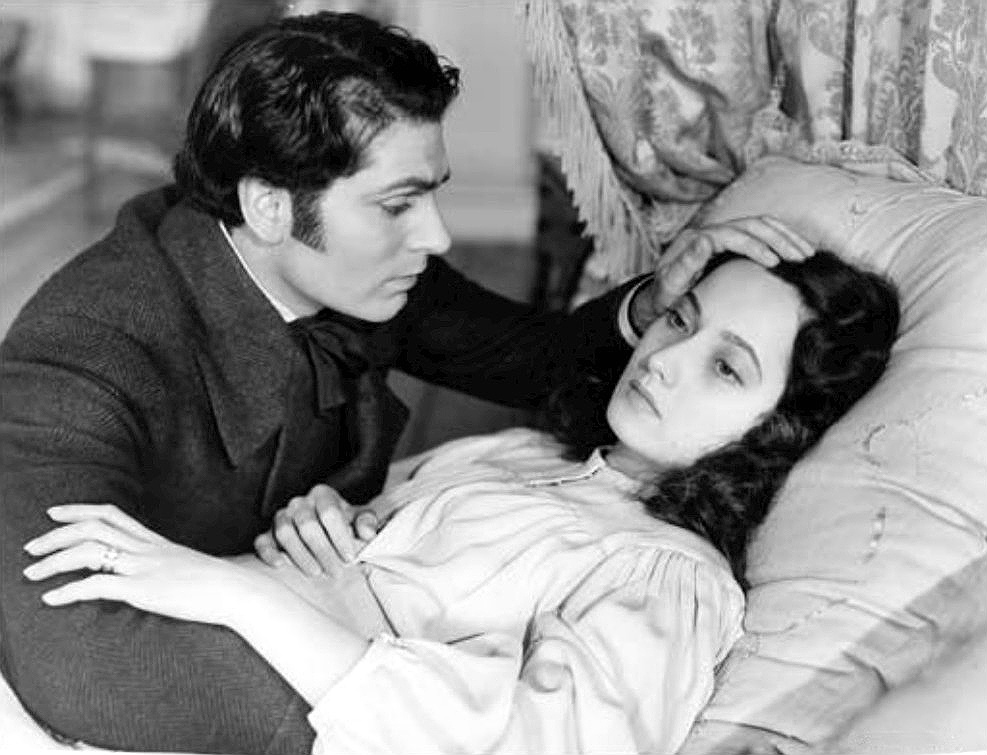
Merle Oberon i Laurence Olivier interpretant a Catherine Earnshaw i Heathcliff en la pel·lícula Wuthering Heights de 1939.

Tres anys després del compromís, la Catherine acaba casant-se amb Edgar Linton i es muda a la Granja dels Tords. Un dia, Heathcliff apareix a la porta de casa causant la sorpresa, l’alegria i el desconcert de la Catherine però la ràbia del seu marit. Les converses que succeeixen a aquest fet donen a entendre que Linton està gelós i que Heathcliff aspira a la venjança. Després de llargues discussions i baralles físiques, se li prohibeix qualsevol mena d’interacció amb Heathcliff i ella es reclou a la seva habitació durant tres dies sense menjar ni deixar entrar a ningú. A continuació, comença a empal·lidir d’una manera alarmant, emmalalteix i comença a delirar, un estat que arrossega fins al moment de la seva mort.
Al cap d’uns mesos, sense que la seva salut s'hagi vist alterada per cap altre fet, dona a llum a la seva única filla, a la que anomenen Cathy Linton en honor seu. Poc després del part, cau a terra inconscient i mor al cap de dues hores.

### Després de la mort
El fantasma de la Catherine apareix en diverses ocasions al voltant de Cims Borrascosos, quan representa que aquesta ja és morta. Aquesta imatge representa l'esperit inquiet de la noia que, després d’haver renunciat a Heathcliff per un altre home, aspira a reunir-se amb ell després de la vida.
Al final de la novel·la, quan Heathcliff mor, un nen veu als seus dos espectres agafats de la mà caminant pels prats, finalment reunits. Tot i que s'han donat diversos significats a aquest final, la majoria coincideixen que malgrat tot el sofriment, la Catherine acaba aconseguint els seus dos principals objectius de vida: casar-se amb Edgar Linton per sentir-se part de la societat i estar sempre a prop de Heathcliff i estimar-lo intensament.

## Descripció
La Catherine és descrita a la novel·la com una noia bonica, amb, tal com expressa la Nelly Dean, “els ulls més bonics” i “el somriure més dolç”. Té el cabell castany i llarg, i els seus ulls color marró fosc són un element que es destaca diverses vegades durant la novel·la i es pot veure també representat en altres personatges.
L’Ellen, una de les narradores de la novel·la que declara “no estimar” a la Cathy pel seu caràcter capritxós, la descriu com una persona apassionada, romàntica, egoista, esquerpa, obstinada, consentida i amb certa tendència a demostrar una actitud massa salvatge i enèrgica. Així i tot, quan la Catherine mor, l’Ellen la descriu com a ‘divina’ i afirma que “cap àngel al cel semblava tan bell com ella” i que el seu rostre il·lustrava la “pau eterna”.
Pel que fa al seu caràcter, la Catherine manifesta dues formes de comportar-se molt diferents al llarg de la novel·la, que depenen de la seva edat i la companyia en la que es troba. Per una banda, demostra la seva personalitat salvatge (que sovint és jutjada com a massa masculina), vestint roba senzilla i corrent pels voltants de Cims Borrascosos amb la seva ànima bessona, Heathcliff. No obstant, després de conèixer i viure una temporada amb els Linton, esdevé una noia diferent, coincidint més amb l'estereotip “femení” de l’època, actuant d’una manera més elegant i parlant amb un to diferent, més formal. Malgrat que aquest canvi d’actitud es doni durant la seva estada a la Granja dels Tords, no és definitiu ni radical, ja que segueix adequant lleugerament la seva conducta en funció de la seva companyia.
La Catherine ha estat considerada una heroïna gòtica i és un dels personatges que té més rellevància al considerar la novel·la com un exemple del gòtic femení.

## Interpretat per
A partir del segle XX es van començar a fer adaptacions d’aquesta novel·la en diferents països i en diferents formes, que inclouen pel·lícules, òperes, drames de ràdio, sèries, musicals i altres tipus de teatre.

### Adaptacions en pel·lícules[7][6][8][9]
| Pel·lícula | Actriu que interpreta a Catherine Earnshaw |
| --- | ------------------------------------------ |
| Wuthering Heights (1920) (pel·lícula muda i primera adaptació al cinema de la novel·la)                                                              | Colette Brettel                            |
| Wuthering Heights (1939) (Guanyadora del New York Film Critics Circle Award a la Millor Pel·lícula i nominada per la Academy Award for Best Picture) | Merle Oberon                               |
| Arzoo (1950) | Kamini Kaushal                             |
| Hulchul (1951) | Nargis Dutt                                |
| Abismos de pasión (1954) (Adaptació mexicana en castellà)                                                                                            | Irasema Dilián                             |
| Dil Diya Dard Liya (1966) | Waheeda Rehman                             |
| Wuthering Heights (1970) | Anna Calder-Marshall                       |
| Hurlevent (1985) | Fabienne Babe                              |
| Arashi ga oka (1988) | Yūsaku Matsuda                             |
| Hihintayin Kita sa Langit (1991) | Dawn Zulueta                               |
| Emily Brontë's Wuthering Heights (1992) | Juliette Binoche                           |
| The Promise (2007) | Angel Locsin                               |
| Wuthering Heights (2011) | Kaya Scodelario                            |

### Adaptacions en sèries[10]
| Sèries | Actriu que interpreta a Catherine Earnshaw |
| --- | ------------------------------------------ |
| Cumbres Borrascosas (1964), (telenovel·la mexicana)                                                                            | Lorena Velázquez                           |
| Wuthering Heights (1967) (minisèrie de la BBC)                                                                                 | Angela Scoular                             |
| Cumbres Borrascosas (1976) (telenovela venezolana)                                                                             | Elluz Peraza                               |
| Wuthering Heights (1978) (adaptació de la BBC)                                                                                 | Kay Adshead                                |
| Cumbres Borrascosas (1979), (telenovel·la mexicana)                                                                            | Alma Muriel                                |
| Sparkhouse (2002) (sèrie de tres parts de la BBC que mostra una visió moderna de la història amb els rols de gènere invertits) | Joseph McFadden                            |
| Wuthering Heights (2009) | Charlotte Riley                            |
| The world between us (2021) (sèrie filipina que mostra una visió moderna de la història)                                       | Jaclyn Jose                                |

### Adaptacions a la ràdio[10]
| Drama de ràdio           | Interpreta a Catherine Earnshaw: |
| ------------------------ | -------------------------------- |
| Wuthering Heights (1977) | Roberta Maxwell                  |
| Wuthering Heights (1979) | Judith Anderson                  |

### Adaptacions en òpera[10]
| Òperes                   | Actriu que interpreta a Catherine Earnshaw |
| ------------------------ | ------------------------------------------ |
| Wuthering Heights (1951) | Morag Beaton                               |
| Wuthering Heights (1958) | Phyllis Curtin                             |

### Adaptacions en musicals[10]
| Musical                  | Actriu que interpreta a Catherine Earnshaw |
| ------------------------ | ------------------------------------------ |
| Wuthering Heights (1994) | Lesley Garrett                             |

## Efectes i impacte en la societat actual
Diverses frases i monòlegs que pronuncia la Catherine al llarg de la novel·la han esdevingut icòniques o s'hi ha fet referència en altres obres. La majoria dels possibles exemples es troben en les seves declaracions d’amor a Heathcliff, com en els casos següents:
“Heaven did not seem to be my home; and I broke my heart with weeping to come back to earth; and the angels were so angry that they flung me out into the middle of the heath on the top of Wuthering Heights; where I woke sobbing for joy. That will do to explain my secret, as well as the other. I've no more business to marry Edgar Linton than I have to be in heaven; and if the wicked man in there, had not brought Heathcliff so low I shouldn't have thought of it. It would degrade me to marry Heathcliff now; so he shall never know how I love him; and that, not because he's handsome, Nelly, but because he's more myself than I am. Whatever our souls are made of, his and mine are the same, and Linton's is as different as a moonbeam from lightning, or frost from fire”.
“My love for Linton is like the foliage in the woods. Time will change it, I'm well aware, as winter changes the trees — my love for Heathcliff resembles the eternal rocks beneath — a source of little visible delight, but necessary. Nelly, I am Heathcliff — he's always, always in my mind — not as a pleasure, any more than I am always a pleasure to myself — but as my own being — so, don't talk of our separation again — it is impracticable”.
Més enllà de les frases famoses pel seu significat, n’hi ha d'altres que s'han utilitzat en altres obres fent referència a ‘Cims Borrascosos' que també han acabat sent conegudes per aquest motiu. Aquest és el cas de la súplica de l'esperit de la Catherine "Let me in your window - I'm so cold!", que més tard va ser utilitzada per Kate Bush en la seva cançó ‘Wuthering Heights'. Hi ha un altre cas similar a la pel·lícula After de 2019, on es fa referència a l’obra a través de repetir diverses vegades la icònica frase de la Catherine “whatever our souls are made of, his and mine are the same”.